# Adnan Menderes flygplats
Adnan Menderes flygplats (IATA: ADB, ICAO: LTBJ) är en turkisk flygplats uppkallad efter den före detta turkiske premiärministern Adnan Menderes. Flygplatsen ligger cirka 18 km söder om Izmir. År 2009 var Adnan Menderes flygplats Turkiets tredje största flygplats, räknat i antal inrikespassagerare.

## Flygbolag och destinationer
| Flygbolag                              | Destinationer |
| -------------------------------------- | --- |
| Aer Lingus                             | Dublin |
| Arkefly                                | Amsterdam |
| Atlasjet                               | Istanbul-Atatürk, Nicosia-Ercan |
| Azerbaijan Airlines                    | Baku |
| Carpatair                              | Timişoara |
| Corendon Airlines                      | Amsterdam |
| easyJet                                | London-Gatwick |
| Enter Air                              | Katowice, Poznan, Warszawa |
| Germanwings                            | Säsong: Berlin-Schönefeld, Cologne/Bonn, Stuttgart |
| Jettime                                | Säsong: Oslo-Rygge, Stockholm-Arlanda |
| Lufthansa                              | München |
| Onur Air                               | Diyarbakır, Istanbul-Atatürk, Paris-Charles de Gaulle, Trabzon Säsong: Cork, Dublin, Shannon, Strasbourg |
| Pegasus Airlines                       | Cologne/Bonn, Dublin, Istanbul-Sabiha Gökçen, Manchester, Skopje [begins 15 August], Sofia [begins 17 August] |
| Pegasus Airlines, utförs av IZair      | Adana, Amsterdam, Ankara, Aten, Basel/Mulhouse, Bryssel, Düsseldorf, Elazığ, Frankfurt, Hatay, Istanbul-Atatürk, Istanbul-Sabiha Gökçen, Konya, London-Stansted, Mardin, München, Nicosia-Ercan, Samsun, Sofia, Stuttgart, Wien, Zürich |
| Saga Airlines                          | Katowice, Poznan, Warszawa |
| Sky Airlines                           | Istanbul-Sabiha Gökçen |
| SKY Airlines Germany                   | Cologne/Bonn, Düsseldorf, Frankfurt, Hamburg, Münster/Osnabrück, München |
| SunExpress                             | Adana, Amsterdam, Antalya, Aten, Basel-Mulhouse, Berlin-Schönefeld, Berlin-Tegel, Bremen, Cologne/Bonn, Diyarbakır, Düsseldorf, Erzincan, Erzurum, Frankfurt, Gaziantep, Hamburg, Hanover, Helsingfors, Istanbul-Sabiha Gökçen, Kars, Kayseri, Luxembourg, Malatya, Mardin, Milan-Malpensa, Münster-Osnabrück, München, Nuremberg, Oslo-Gardermoen, Samsun, Stockholm-Arlanda, Stuttgart, Tirana, Trabzon, Van, Wien, Zurich |
| Taban Air                              | Tehran-Imam Khomeini |
| Tarom                                  | Säsong: Bucharest-Henri Coanda, Timisoara |
| Tailwind Airlines                      | Düsseldorf, Tehran-Imam Khomeini, Tabriz Säsong: Cork, Dublin |
| Thomas Cook Airlines                   | Säsong: Belfast-International, Birmingham, Bristol, East-Midlands, Glasgow-International, London-Gatwick, London-Stansted, Manchester, Newcastle upon Tyne |
| Thomson Airways                        | Säsong: Birmingham, London-Gatwick, Manchester |
| Transavia.com                          | Amsterdam, Eindhoven, Groningen, Paris-Orly, Rotterdam |
| Turkish Airlines                       | Adana, Amsterdam, Ankara, Istanbul-Atatürk |
| Turkish Airlines, utförs av AnadoluJet | Ankara, Istanbul-Sabiha Gökçen |
| XL Airways France                      | Bryssel, Paris-Orly |

## Statistik
(*) Preliminära data.
Källa: DHMI.gov.tr